# Viviendo de noche
«Viviendo de noche» es una canción interpretada por el dueto español de rock/pop Veni Vidi Vici, que fue publicada en su álbum debut de estudio titulado Alea jacta est: la suerte ya está echada (1987), fue lanzada como sencillo principal en el mes de agosto de ese mismo año bajo su discográfica PM Récords en España después por CMI en México

## Antecedentes y significado
La canción fue escrita por Arbulú (el líder de la banda), y es un recordatorio de que, aunque la noche promete libertad y escape, también puede traer consigo consecuencias graves.
El sencillo ingresó a rotación en las principales radioemisoras tanto de España como otros países de Latinoamérica en particular con México. Este video está también instalado en la programación nacional e internacional vía MTV.

## Lista de canciones

### CD - Promo[5]
| Viviendo de noche — Single |                     |          |  |
| N.º                        | Título              | Duración |  |
| 1.                         | «Viviendo de noche» | 4:06     |  |

## Posiciones en las listas
| Listas (1990)                               | Posición |
| ------------------------------------------- | -------- |
| Estados Unidos Billboard Rock Latin Airplay | 67       |

## Nominaciones
| Año  | Publicación       | País | Lista                               | Puesto |
| ---- | ----------------- | ---- | ----------------------------------- | ------ |
| 2007 | VH1 Latinoamérica | EUA  | 100 grandiosas canciones de los 80s | 43°    |